# Bridgerton
Bridgerton (en español: Los Bridgerton) es una serie dramática de época de televisión web estadounidense, creada por Chris Van Dusen y producida por Shonda Rhimes. Se basa en las novelas superventas de Julia Quinn, que poseen el mismo título, ambientadas en el mundo competitivo de la alta sociedad de Londres durante el período Regencia, cuando las jóvenes casaderas eran presentadas en la sociedad y la corte como debutantes, entrando en el mercado matrimonial. 
Se estrenó el 25 de diciembre de 2020 en la plataforma de streaming Netflix. La segunda temporada se lanzó el 25 de marzo de 2022. La primera parte de la tercera temporada se estrenó el 16 de mayo de 2024, y la segunda parte le siguió el 13 de junio de 2024. La serie fue renovada para una cuarta temporada en abril de 2021. Cada temporada cuenta con ocho episodios. 
En mayo de 2023, se estrenó Queen Charlotte: A Bridgerton Story, una serie derivada centrada en la reina Carlota. 

## Argumento
La serie está ambientada en la alta sociedad londinense durante el período Regencia inglés de principios del siglo XIX. La historia se centra en dos familias, los Bridgerton y los Featherington.
La familia Bridgerton está formada por Violet, vizcondesa viuda Bridgerton, sus cuatro hijos Anthony, Benedict, Colin y Gregory, y sus cuatro hijas Daphne, Eloise, Francesca e Hyacinth.
La familia Featherington se integra por Lady Portia Featherington, su esposo el barón Archibald Featherington y sus tres hijas, Philippa, Prudence y Penelope, y una prima lejana, Marina Thompson.
Cada temporada refleja la historia de un hermano Bridgerton: en la primera temporada la historia se basó en Daphne, mientras que la segunda temporada corresponde a Anthony;en la tercera temporada la historia se centra en Colin.En julio de 2024, se confirmó que la cuarta temporada se basará en Benedict.

## Elenco

### Principal
- Adjoa Andoh como Lady Agatha Danbury  (de soltera Soma Anderson), la decana de la alta sociedad.
- Julie Andrews como la voz de Lady Whistledown (narradora).
- Jonathan Bailey como Lord Anthony Bridgerton, noveno vizconde Bridgerton, el hijo mayor de los Bridgerton y cabeza de familia.
- Luke Newton como Colin Bridgerton.
- Nicola Coughlan como Penelope Bridgerton (de soltera Featherington), la hija más joven de los Featherington.
- Claudia Jessie como Eloise Bridgerton.
- Bessie Carter como Prudence Dankworth (de soltera Featherington), la hija mayor de Featherington.
- Harriet Cains como Philippa Finch (de soltera Featherington),  la hija del medio de los Featherington.
- Lorraine Ashbourne como la Sra. Varley.
- Ruth Gemmell como Lady Violet Bridgerton, vizcondesa viuda Bridgerton (de soltera Ledger), madre de los niños Bridgerton.
- Golda Rosheuvel como la reina Carlota de Mecklemburgo-Strelitz, rey del Reino Unido de Gran Bretaña e Irlanda.
- Florence Hunt como Hyacinth Bridgerton.
- Luke Thompson como Benedict Bridgerton.
- Will Tilston como Gregory Bridgerton.
- Polly Walker como Lady Portia Featherington
- Phoebe Dynevor como Daphne Basset (de soltera Bridgerton), duquesa de Hastings, la cuarta hija de los Bridgerton (Temporada 1-2).
- Regé-Jean Page como Simon Basset, duque de Hastings (Temporada 1).[9]
- Ruby Barker como Marina Thompson (Temporada 1, invitada 2).
- Sabrina Bartlett como Siena Rosso (Temporada 1).
- Ben Miller como el barón Featherington (Temporada 1).
- Simone Ashley como como Kathani "Kate" Sharma, vizcondesa Bridgerton (Temporada 2-presente).
- Martins Imhangbe como Will Mondrich (Temporada 2-presente, Secundario 1).
- Charithra Chandran como Edwina Sharma (Temporada 2).
- Shelley Conn como Mary Sharma (Temporada 2).
- Calam Lynch como Theo Sharpe (Temporada 2).
- Rupert Young como Lord Jack Featherington (Temporada 2).
- Victor Alli como John Stirling, conde de Kilmartin. (Temporada 3-presente)
- Jessica Madsen como Cressida Cowper, (Temporada 3-presente, Secundaria 1-2).
- Joanna Bobin como Lady Araminta Cowper, la madre de Cressida (Temporada 3-presente, Secundaria 1-2).
- Dominic Coleman como Lord Cowper, el padre de Cressida (Temporada 3-presente, Secundario 2).
- Ruby Stokes (Secundario 1-2) y Hannah Dodd (Temporada 3-presente) como Francesca Stirling (de soltera Bridgerton), condesa de Kilmartin.
- Daniel Francis como Marcus Anderson, hermano de Lady Danbury (Temporada 3-presente).
- Hannah New como Lady Tilley Arnold, una viuda que tiene una aventura con Benedict (Temporada 3).
- Yerin Ha como Sophie Baek, el interés amoroso de Benedict (Temporada 4-presente).[10]

### Secundario
- Kathryn Drysdale como Genevieve Delacroix, una modista de la alta sociedad.
- Oli Higginson como John.
- Hugh Sachs como Brimsley, el secretario de la Reina y el hombre de la Reina.
- Geraldine Alexander como la señora Wilson, la ama de llaves de los Bridgerton.
- Emma Naomi como Alice Mondrich, la esposa de Will Mondrich.
- Molly McGlynn como Rose Nolan, la leal criada y confidente de Daphne (Temporada 1).
- Jason Barnett como Jeffries, el mayordomo de los Bassets (Temporada 1).
- Simon Ludders como Humboldt, el mayordomo de los Bridgerton (Temporada 1).
- Julian Ovenden como Sir Henry Granville, un artista que se hace amigo de Benedict (Temporada 1).
- Caleb Obediah como Lord Charles Cho, un caballero de la alta sociedad (Temporada 2-3).
- Bert Seymour como Lord Fife (Temporada 2-3).
- Sam Battersea como Lady Barragan, la madre de Winifred Barragan (Temporada 3).
- Ella Bruccoleri como Winifred Barragan, pretendiente de Francesca (Temporada 3).
- Genevieve Chenneour como Clara Livingston (Temporada 3).
- Kitty Devlin como Dolores Stowell (Temporada 3).
- Rosa Hesmondhalgh como Rae, criada y confidente de Penelope (Temporada 3).
- Sesly Hope como Emma Kenworthy (Temporada 3).
- Molly Jackson-Shaw como Anne Hartigan (Temporada 3).
- Lorn Macdonald como Albion Finch, el marido de Philippa (Temporada 3, invitado 1-2)
- Sam Phillips como Lord Alfred Debling, un pretendiente que corteja a Penélope (Temporada 3).
- James Phoon como Harry Dankworth, el marido de Prudence Featherington (Temporada 3).
- Vineeta Rishi como Lady Malhotra (Temporada 3).
- Banita Sandhu como Sita Malhotra (Temporada 3).
- Anna Wilson-Jones como Lady Livingston (Temporada 3).
- Sophie Woolley como Lady Stowell (Temporada 3).

### Invitado
- James Fleet como el rey Jorge III , rey del Reino Unido de Gran Bretaña e Irlanda (Temporada 1-2).
- Chris Fulton como Sir Philip Crane, el marido de Marina (Temporada 1-2).
- Jamie Beamish como Lord Nigel Berbrook (Temporada 1).
- Caroline Quentin como Lady Berbrooke, la madre de Nigel (Temporada 1).
- Freddie Stroma como príncipe de Prusia (Temporada 1).
- Amy Beth Hayes como Lady Trowbridge (Temporada 1).
- Céline Buckens como Kitty Langham (Temporada 1).
- Daphne Di Cinto como Sarah Basset, duquesa de Hastings, madre de Simon (Temporada 1).
- Richard Pepple como el duque de Hastings (Temporada 1).
- Pippa Haywood como la señora Colson, la ama de llaves de la finca rural de los Hastings (Temporada 1).
- Anthony Head como Lord Sheffield (Temporada 2).
- Shobu Kapoor como Lady Sheffield (Temporada 2).
- Rupert Evans como Lord Edmund Bridgerton (Temporada 2).
- Masali Baduza como Michaela Stirling, prima de John, interés amoroso de Francesca (Temporada 3).
- Zak Ford-Williams como Lord Remington, el mayor fan de Lady Whistledow (Temporada 3).

## Temporadas

### Temporada 1 (2020)
Los ocho episodios de la temporada 1, con una duración de sesenta minutos aproximadamente, fueron lanzados el 25 de diciembre de 2020. La historia corresponde al libro original El duque y yo, primer libro de la saga.
| Número | Título en español         | Título original en inglés    | Director            | Guionista                |
| ------ | ------------------------- | ---------------------------- | ------------------- | ------------------------ |
| 1      | «Diamante de primera»     | «Diamond of the First Water» | Julie Anne Robinson | Chris Van Dusen          |
| 2      | «Sorprende y encanta»     | «Shock and Delight»          | Tom Verica          | Janet Lin                |
| 3      | «El arte del desmayo»     | «Art of the Swoon»           | Tom Verica          | Leila Cohan-Miccio       |
| 4      | «Asunto de honor»         | «An Affair of Honor»         | Sheree Folkson      | Abby McDonald            |
| 5      | «El duque y yo»           | «The Duke and I»             | Sheree Folkson      | Joy C Mitchell           |
| 6      | «Frufrú»                  | «Swish»                      | Julie Anne Robinson | Sarah Dollard            |
| 7      | «Un abismo entre los dos» | «Oceans Apart»               | Alrick Riley        | Jay Ross y Abby McDonald |
| 8      | «Después de la tormenta»  | «After the Rain»             | Alrick Riley        | Chris Van Dusen          |

### Temporada 2 (2022)
Los ocho episodios de la temporada 2 se estrenaron el 25 de marzo de 2022. La narración se basa en la segunda novela de la saga, El vizconde que me amó.
| Número | Título en español                | Título original en inglés   | Director     | Guionista                       |
| ------ | -------------------------------- | --------------------------- | ------------ | ------------------------------- |
| 1      | «Libertino con todas las letras» | «Capital R Rake»            | Tricia Brock | Chris Van Dusen                 |
| 2      | «La carrera ya va a empezar»     | «Off to the Races»          | Tricia Brock | Daniel Robinson                 |
| 3      | «Obsesiones»                     | «A Bee in Your Bonnet»      | Alex Pillai  | Sarah L. Thompson               |
| 4      | «Victoria»                       | «Victory»                   | Alex Pillai  | Chris Van Dusen y Jess Brownell |
| 5      | «Un destino inconcebible»        | «An Unthinkable Fate»       | Tom Verica   | Abby McDonald                   |
| 6      | «La decisión»                    | «The Choice»                | Tom Verica   | Lou-Lou Igbokwe                 |
| 7      | «Armonía»                        | «Harmony»                   | Cheryl Dunye | Oliver Goldstick                |
| 8      | «El vizconde que me amó»         | «The Viscount Who Loved Me» | Cheryl Dunye | Jess Brownell                   |

### Temporada 3 (2024)
Los ocho episodios de la tercera temporada se estrenaron en dos partes de cuatro capítulos, la primera el 16 de mayo de 2024 y la segunda el 13 de junio. La historia corresponde al libro Seduciendo a Mr. Bridgerton.
| Número  | Título en español            | Título original en inglés | Director     | Guionista              |
| ------- | ---------------------------- | ------------------------- | ------------ | ---------------------- |
| Parte 1 |                              |                           |              |                        |
| 1       | «Fuera de las sombras»       | «Out of the Shadows»      | Tricia Brock | Jess Brownell          |
| 2       | «Como brilla la luna»        | «How Bright the Moon»     |              | Sarah L. Thompson      |
| 3       | «Fuerzas de la naturaleza»   | «Forces of Nature»        |              | Eli Wilson Pelton      |
| 4       | «Viejos amigos»              | «Old Friends»             |              | Lauren Gamble          |
| Parte 2 |                              |                           |              |                        |
| 5       | «Tick Tock»                  | «Tick Tock»               |              | Azia Squire            |
| 6       | «Seduciendo a Mr Bridgerton» | «Romancing Mr Bridgerton» |              |                        |
| 7       | «De la mano»                 | «Joining of hands»        |              | Geetika Tandon Lizardi |
| 8       | «A la luz»                   | «Into the light»          |              | Daniel Robinson        |

## Producción

### Desarrollo
El 20 de julio de 2018 Netflix anunció que Shonda Rhimes produciría, a través de Shondaland, la serie Bridgerton basada en las novelas superventas de Julia Quinn, mientras que Chris Van Dusen sería el showrunner. Quinn explicó en The Tamron Hall Show que cuando su agente le dijo que Rhimes estaba interesada en adaptar sus novelas, «casi se cae del taburete» y rápidamente aceptó la oferta. Van Dusen expresó en un artículo de Shondaland: «Creo que [los programas de época] se consideran un poco tradicionales y conservadores. Con Bridgerton, quería tomar todo lo que amaba de un programa de época y convertirlo en algo nuevo, actual y con el que puedas identificarte».
Netflix renovó la serie para una segunda temporada, a principios de 2021, con fecha de estreno el 25 de marzo de 2022.
En abril de 2021 se confirmó la realización de una tercera y cuarta temporada. El 14 de febrero de 2022, Netflix lanzó el primer teaser tráiler de la segunda temporada, la cual se estrenó el 25 de marzo de 2022. Además fue anunciada una serie derivada sobre la vida de la reina Charlotte.A diferencia de las dos primeras temporadas, que siguieron el orden de la serie de libros, la tercera temporada se centra en Colin, basada en la cuarta novela de Quinn, Seduciendo a Mister Bridgerton, en lugar de en Benedict. Jess Brownell reemplazó a Van Dusen como escritor y showrunner para la tercera y cuarta temporada.

### Casting
A diferencia de la serie de novelas, Bridgerton se desarrolla en una historia alternativa en un Londres racialmente integrado donde las personas de color son miembros de la alta sociedad, algunos con títulos otorgados por el soberano. El creador Chris Van Dusen se inspiró en el debate histórico sobre las afirmaciones de ascendencia africana de la reina Carlota en la década de 1940 «...para basar el programa en una historia alternativa en la que la herencia racial mixta de la reina Carlota no solo estaba bien establecida sino que era transformadora para los negros y otras personas de color en Inglaterra».

#### Temporada 1
El 19 de junio de 2019 Julie Andrews fue elegida como Lady Whistledown, la narradora de la serie. El 10 de julio de 2019 se anunció que Phoebe Dynevor y Regé-Jean Page interpretarían a los protagonistas, mientras que Jonathan Bailey, Golda Rosheuvel, Luke Newton, Claudia Jessie, Nicola Coughlan, Ruby Barker, Sabrina Bartlett, Ruth Gemmell, Adjoa Andoh y Polly Walker fueron elegidos como parte del elenco. Luke Thompson, Will Tilston, Florence Hunt y Ruby Stokes fueron elegidos como los cuatro hermanos Bridgerton restantes a finales de julio. Completando el reparto estaban Ben Miller, Bessie Carter, Harriet Cains, Martins Imhangbe y Lorraine Ashbourne.

#### Temporada 2
El 15 de febrero de 2021, se anunció que Simone Ashley había sido elegida para interpretar a Kate Sharma, la protagonista femenina de la segunda temporada. Posteriormente Rupert Evans se incorporó al reparto como Edmund Bridgerton, el patriarca de la familia Bridgerton.El 5 de abril de 2021, Charithra Chandran se unió al elenco como Edwina; Rupert Young se unió para interpretar un nuevo personaje; Shelley Conn fue elegida como la madrastra de Kate y la madre de Edwina, Mary; y Calam Lynch fue elegido como Theo Sharpe.
Page no regresó para la segunda temporada a pesar de que le pidieron que regresara, ya que solo firmó un contrato por un año y quería explorar otras oportunidades fuera del programa.

#### Temporada 3
Para la tercera temporada se confirmaron a Bailey y Ashley en los papeles de vizconde y vizcondesa Bridgerton. En mayo de 2022 se anunció el reemplazo de Ruby Stokes por Hannah Dodd, por problemas de agenda. En julio de 2022, Daniel Francis, Sam Phillips y James Phoon fueron elegidos para la tercera temporada.

#### Temporada 4
En agosto de 2024, Yerin Ha fue elegida como Sophie Baek (conocida como Sophie Beckett en la novela), mientras que Bailey confirmó su regreso para la cuarta temporada. En septiembre de 2024, Katie Leung, Isabella Wei y Michelle Mao se unieron como Araminta, Rosamund y Posy, mientras que Hugh Sachs y Emma Naomi han sido ascendidos al elenco principal.

### Rodaje

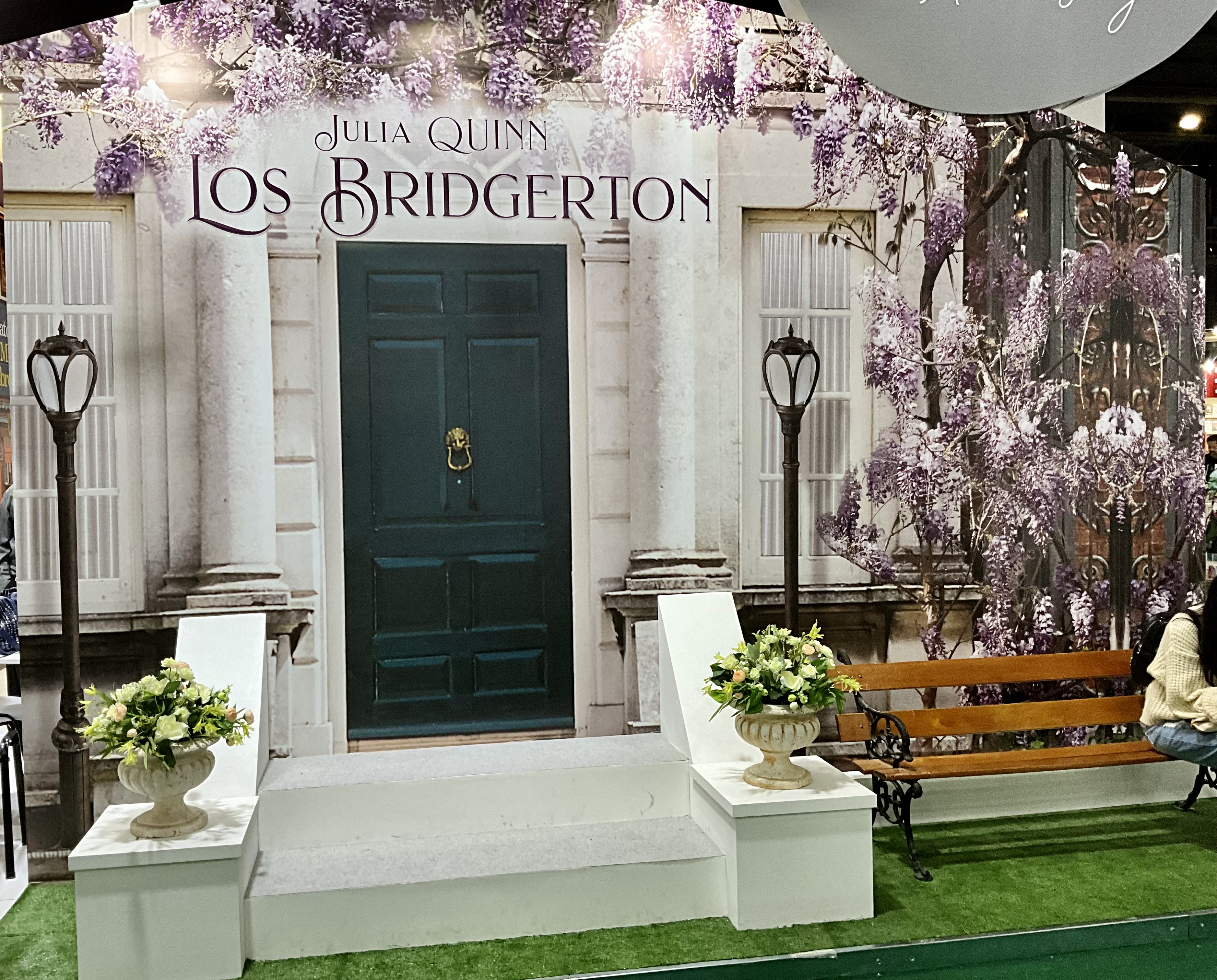
Recreación de la atmósfera de la serie de los libros de Los Bridgerton en la 47.ª Feria Internacional del Libro de Buenos Aires.

Su fotografía principal fue finalizada a finales de febrero de 2020. Se filmó en Londres, Bath, Somerset, así como en varias fincas y parques de Inglaterra.
Aunque la serie tiene lugar en Londres, la mayoría de las escenas callejeras se filmaron en Bath o York. Los terrenos de Wilton House se utilizaron para Hyde Park y los terrenos de Somerley se utilizaron para Hampstead Heath.
Ranger's House en Greenwich, sureste de Londres, se usó para el exterior de Bridgerton House y RAF Halton House en Buckinghamshire para el interior. El rodaje de la segunda temporada fue programado para comenzar en la primavera de 2021. El rodaje de la tercera temporada comenzó en julio de 2022 y finalizó en marzo de 2023. La cuarta temporada está siendo filmada desde  septiembre de 2024 y está previsto que finalice a fines de abril de 2025.

### Música
El compositor y pianista estadounidense Kris Bowers compuso y arregló la partitura de la serie. Bowers escribió y compuso la banda sonora de la primera temporada, con diecinueve canciones. Los músicos grabaron la partitura de forma remota desde los estudios de sus casas durante la pandemia de COVID-19.

### Vestuario
El diseño de vestuario está a cargo de Ellen Mirojnick, quien fue responsable de los 7500 trajes de época, y sus accesorios, que aparecen en la serie, así como de la elección de la paleta de colores que diferencia a cada familia.

## Estreno
En octubre de 2020 se anunció que se lanzaría el 25 de diciembre de 2020. El promocional apareció, al igual que los carteles, en noviembre de 2020.Una vista previa de una escena de la temporada 2 fue transmitida durante Tudum: Extended Talent Panel de Netflix en septiembre de 2021, seguida de las primeras imágenes fijas. El 14 de febrero de 2022, se lanzó el primer avance de la segunda temporada. Se llevó a cabo un estreno mundial en el Tate Modern de Londres el 22 de marzo de 2022, antes del lanzamiento de los ocho episodios de la temporada el 25 de marzo de 2022.
La primera parte de la temporada 3 se estrenó el 16 de mayo de 2024 con cuatro episodios. La segunda parte se estrenó el 13 de junio de 2024, cerrando así la tercera temporada.
en septiembre de 2024 Netflix anunció la producción de la cuarta temporada que será lanzada en 2026.

## Recepción

### Recepción de la crítica
Para la primera temporada, el sitio web de recopilación de reseñas Rotten Tomatoes informó un índice de aprobación del 87 % basado en 99 reseñas, con una calificación promedio de 7.9/10. El consenso de los críticos del sitio web dice: «El diseño suntuoso, el drama telenovelesco y un elenco excelente hacen de Bridgerton un placer delicioso». Metacritic le otorgó a la serie una puntuación promedio ponderada de 75 sobre 100 basada en 34 reseñas, lo que indica «críticas generalmente favorables».
Para la segunda temporada, Rotten Tomatoes reportó un índice de aprobación del 77 % basado en 91 reseñas, con una calificación promedio de 7.2/10. El consenso de los críticos del sitio web afirma: «La emoción atrevida puede haberse desvanecido, pero Bridgerton sigue siendo una serie compulsiva en esta encantadora segunda temporada». Metacritic le dio una puntuación promedio ponderada de 70 sobre 100 basada en 32 reseñas, lo que indica «críticas generalmente favorables».
Para la primera parte de la tercera temporada, Rotten Tomatoes registró un índice de aprobación del 86 % basado en 58 reseñas, con una calificación media de 6.9/10. El consenso de críticos del sitio web afirma: «Los chismes candentes en Londres siguen siendo jugosos como siempre en la tercera temporada de Bridgerton, que se beneficia enormemente de la entrañable química de Nicola Coughlan y Luke Newton». Metacritic le concedió una puntuación promedio ponderada de 70 sobre 100 basada en 25 reseñas, lo que indica «críticas generalmente favorables».

### Audiencia
La serie resultó un gran éxito, registrando 82 millones de visualizaciones apenas 28 días después de su estreno en Navidad y fue el lanzamiento de una serie original más visto en el servicio en el momento de su estreno, antes de ser superada por Squid Game en octubre de 2021, suceso que volvió a repetir durante los días siguientes al estreno de la segunda temporada,donde fue el programa más visto en las pantallas de televisión de Estados Unidos durante tres semanas según Nielsen Media Research. La temporada 2 acumuló 193 millones de horas de visualización en su primer fin de semana, el debut más alto para cualquier serie de Netflix en inglés en ese momento. También rompió el récord de series en inglés más vistas en una sola semana en ese momento, con 251.74 millones de horas de visualización del 28 de marzo al 3 de abril.
En 2023, entre las temporadas 2 y 3, Netflix lanzó un método nuevo y diferente para contar la audiencia, que consiste en dividir la cantidad de horas vistas por el tiempo de ejecución de un programa. La plataforma también amplió la ventana de medición de 28 días a 91 días. Según este nuevo método de medición, la temporada 3, parte 1, recibió 45.05 millones de visitas en su primera semana.

## Serie derivada
En mayo de 2021, Netflix anunció el desarrollo de una serie derivada titulada Reina Charlotte: una historia de Bridgerton. La serie cuenta la juventud de la reina Charlotte. La precuela fue escrita por la propia Shonda Rhimes y producida por Betsy Beers y Tom Verica. En septiembre de 2022, Netflix reveló un primer teaser de la serie, cuyo estreno se llevó a cabo el 4 de mayo de 2023.